# Ільзе Айхінґер
Ільзе Айхінґер (нім. Ilse Aichinger, 1 листопада 1921, Відень — 11 листопада 2016, там же) — австрійська письменниця та поетеса. Відома творами про переслідування євреїв нацистами, заснованими на автобіографічних відомостях.

## Життєпис
Народилася у сім'ї лікарки-єврейки та вчителя-католика. Оскільки сім'я матері була асимільованою, діти спочатку виховувалися католиками. Батьки незабаром розлучилися, і Ільзе з сестрою-близнючкою залишилися з матір'ю. Дитинство провела в Лінці та Відні, де її родину переслідували з 1933 року. 
У 1945 році почала вивчати медицину, одночасно зайнявшись письменницькою діяльністю; в 1948 році завершила навчання, опублікувавши в тому ж році свій другий роман. У 1953 році одружилася з поетом Ґюнтером Айхом. Її сестра-близнючка Гельґа — також стала літераторкою (її дочка — британська художниця Рут Рікс, нар. 1942).